# 乳酸ナトリウム
乳酸ナトリウム（にゅうさんナトリウム、英: sodium lactate）はナトリウムの乳酸塩で、化学式C3H5NaO3で表される化合物。糖の発酵により生じる乳酸を中和して得られる。本来は液体であるが、粉末の製剤も市販されている。

## 用途
広い抗菌作用と保湿効果があり、食肉を初めとした多くの食品の日持ちや風味の向上、離水防止に使われる。E番号はE325。「乳」と付いているが、乳アレルギーのアレルゲンとはならない。保湿の目的でシャンプーや化粧品などにも添加される。
医薬品として腹膜透析液として使われたり、代謝性アシドーシスの治療、電解質補正に処方されるが、高乳酸血症の患者への投与は禁忌である。